# 56e bataillon de chasseurs à pied
Le 56e bataillon de chasseurs à pied est une unité de l'infanterie française aujourd’hui dissoute, appartenant au corps des chasseurs à pied

## Chefs de corps
- 4 août - 1er septembre 1914 : capitaine Flamme (tué au combat)
- 2 septembre - 10 octobre 1914 : capitaine Le Villain
- 11 octobre 1914 - 13 février 1916 : capitaine Bissières
- 14 février - 9 mars 1916 : commandant Dessoffy
- 10 mars - 24 juillet 1916 : commandant Bertaux
- 25 juillet 1916 - 12 octobre 1917 : commandant Du Boucher
- 13 octobre 1917 - 2 septembre 1918 : commandant Herment
- 3 septembre 1918 - 28 février 1919 : commandant Wagner.

## Historique des garnisons, campagnes et batailles

### Première Guerre mondiale
Au début du conflit, le bataillon a pour casernement Lille, il fait partie de la 143e brigade de la 72e division d'infanterie du 4e groupe de réserve. Il sert à la 72e division d'août 1914 à mars 1917, puis rejoint la 77e division d'infanterie de novembre 1917 à novembre 1918.

#### 1914
En août 1914, arrivée à Verdun, puis combats à Ornel et à Gercourt.
Beaumont, le bois d'Hautmont.

#### 1915
Secteur des Éparges, bois de Buzy, bois de Consenvoye.

#### 1916
Bataille de Verdun, le 21-22 février Bois des Caures.
Bataille de la Somme.

#### 1917
secteur de l'Aisne, Chemin des Dames, Vosges.

#### 1918
Picardie, Champagne et Flandres.

## Traditions

### Devise

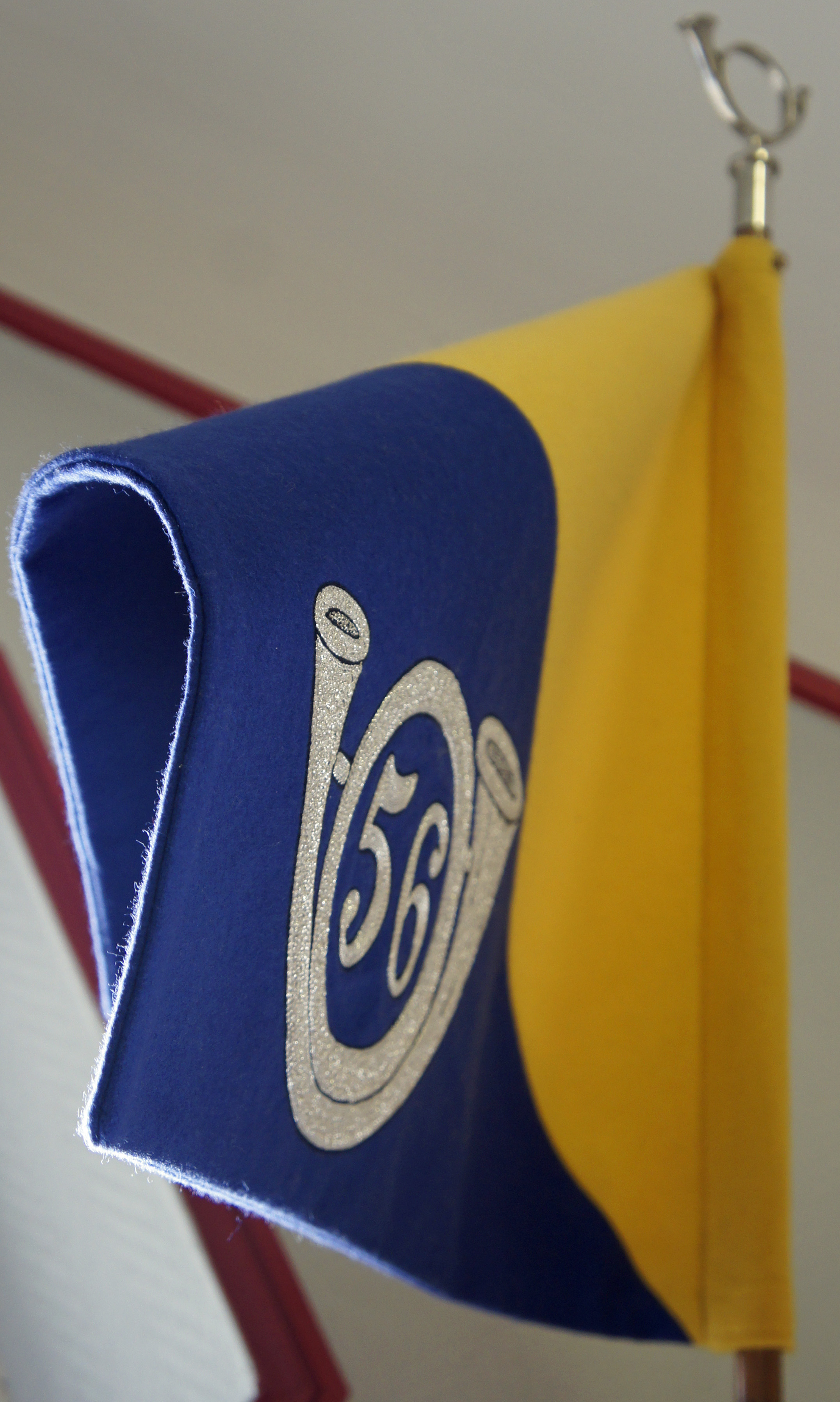
Fanion du 56e BCP au Musée E. Driant.

« Chasseur de Driant »

### Drapeau
Comme tous les autres bataillons et groupes de chasseurs, le 59e ne dispose pas d'un drapeau, mais d'un fanion (voir le drapeau des chasseurs).

### Refrains
« Mademoiselle voulez-vous du tabac dans une pipe. Mademoiselle voulez-vous du tabac dans une pipe, dans une pipe en bois ! »
« 19e, 19e poilu ! Mais le 59e l'est encore plus ! »

## Faits d'armes
En 1916, le 56e bataillon de chasseurs formait un Groupe avec le 59e bataillon de chasseurs, commandée par un ancien officier d'active, gendre du Général Boulanger, écrivain et député de Nancy mobilisé à sa demande, le lieutenant-colonel Émile Driant.
Ces deux bataillons en ligne aux bois des Caures devant Verdun, subirent les premiers le choc de l'attaque allemande durant la bataille de Verdun le 21 février 1916. La bonne préparation des positions de combat et leur résistance héroïque, en contenant l'assaut allemand pendant presque deux jours a probablement sauvé l'armée française de la défaite[réf. nécessaire] en donnant le temps aux premiers renforts d'arriver. Sur 2 000 chasseurs à pied (Un Bataillon avait un effectif de 22 Officiers et 992 Sous-officiers, Caporaux et Chasseurs), moins de 200 presque tous blessés redescendirent des lignes. Driant et son adjoint étaient parmi les morts. Driant avait plusieurs fois alerté le commandement français sur la préparation d'une offensive allemande.
La propagande de guerre française allait se saisir rapidement de l'exemple des Chasseurs de Driant, qui est resté comme l'un des temps forts de la bataille.[réf. nécessaire]

### Sources et bibliographie
- Historique du 56e bataillon de chasseurs à pied, Metz, Impr. lorraine, 29 p., lire en ligne sur Gallica.